# Radioliza
Radioliza – całokształt przemian chemicznych zachodzących w obiekcie w wyniku pochłonięcia promieniowania jonizującego. Radioliza to proces chemiczny wywołany działaniem cząstek i promieniowania wysokoenergetycznego.
Odmianą radiolizy jest radioliza impulsowa dotycząca skali czasowej rzędu mikrosekund.

## Etapy radiolizy
I - akt pierwotny - proces przekazania energii cząsteczkom ośrodka 10−18 - 10−16 s.
II - reakcje wtórne między produktami 10−16 - 10−4 s. Dyfuzja powstałych produktów poza obszar tunelu jonizacji, wzbudzenie cząsteczek.
III - reakcje jonów i cząsteczek o energii termicznej 10−4 - 10−1 s.
Przykładem radiolizy jest radioliza wody.